# Starship Integrated Flight Test 8
Starship Integrated Flight Test 8 był ósmym lotem testowym rakiety nośnej Starship. Wieża startowa pomyślnie przechwyciła Booster 15. Ship 34 został zniszczony przed ukończeniem planowanego lotu, ponieważ podczas początkowego spalania cztery z sześciu silników uległy przedwczesnemu wyłączeniu, co spowodowało utratę kontroli nad położeniem, a następnie całkowitą utratę telemetrii. Rozbicie się statku obserwowano z Bahamów, Florydy, Jamajki i Wysp Turks i Caicos. Był to drugi lot i druga awaria statku Block 2.
SpaceX wcześniej przerwał próbę startu pod koniec liczenia 3 marca 2025 r. a druga próba miała miejsce 6 marca 2025 r. o godzinie 5:30:31 po południu CST (23:30:31 UTC ).

## Tło

### Testy pojazdu
Booster 15 przeszedł testy kriogeniczne 29 grudnia 2024 r. Statek 34 został przeniesiony na poligon testowy Massey 15 stycznia 2025 r., tuż przed lotem 7, gdzie 17 i 18 stycznia 2025 r. przeprowadzono testy kriogeniczne.
8 lutego 2025 roku Booster 15 przewieziono na stanowisko testowe OLP-A w celu przeprowadzenia testu statycznego a test przeprowadzono następnego dnia. 10 lutego SpaceX przetransportował S34 na stanowisko testowe Massey w celu przeprowadzenia testu statycznego. 11 lutego przeprowadzono długotrwały statyczny test (60 sekund). B15 przewieziono na stanowisko testowe OLP-A 25 lutego, a S34 na stanowisko testowe OLP-A 2 marca. Zostały one ułożone w stos później tego samego wieczoru.

### Wpływ testu w locie 7
Podczas siódmego testu lotu statku kosmicznego Starship, który odbył się 16 stycznia 2025 r., wstępne dane wskazywały na wybuch pożaru w trakcie lotu, który doprowadził do zniszczenia statku. SpaceX podejrzewa, że przyczyną pożaru był problem z układem napędowym, który doprowadził do nadmiernego ciśnienia w komorze nad ścianą osłonową silnika.
FAA nakazała firmie SpaceX przeprowadzenie dochodzenia w sprawie awarii, uziemiając Starship do czasu zakończenia dochodzenia. Elon Musk opisał to zdarzenie jako „ledwie przeszkodę na drodze”, sugerując, że problemy zostaną szybko rozwiązane. Musk zasugerował, że kolejny start mógłby nastąpić w następnym miesiącu, w zależności od postępów testów.
24 lutego 2025 roku firma SpaceX ogłosiła zakończenie dochodzenia w sprawie wypadku podczas lotu nr 7. Następnie, 26 lutego 2025 roku, FAA zatwierdziła licencję na start z modyfikacjami na podstawie wyników dochodzenia w sprawie wypadku.

## Profil misji
Profil misji dla ósmego lotu testowego był podobny do planu poprzedniego startu, zakładającego wodowanie na Oceanie Indyjskim i przechwycenie rakiety nośnej. Statek miał rozmieścić cztery celowo zniszczalne „symulatory” Starlink, które miały również ponownie wejść w atmosferę nad Oceanem Indyjskim.
| Czas      | Wydarzenie                                                                   | 3 marca 2025                            | 6 marca 2025                                                                                 |
| --------- | ---------------------------------------------------------------------------- | --------------------------------------- | -------------------------------------------------------------------------------------------- |
| −01:15:00 | Dyrektor lotu przeprowadza ankietę i weryfikuje gotowość do załadunku paliwa | Zgoda na tankowanie                     | Zgoda na tankowanie                                                                          |
| −00:45:59 | Rozpoczęcie tankowania zbiorników utleniacza (ciekłego tlenu) do Shipa       | Sukces                                  | Sukces                                                                                       |
| −00:42:59 | Rozpoczęcie tankowania zbiorników paliwa (ciekłego metanu) do Shipa          | Sukces                                  | Sukces                                                                                       |
| −00:41:22 | Rozpoczęcie tankowania zbiorników paliwa (ciekłego metanu) do Boostera       | Sukces                                  | Sukces                                                                                       |
| −00:35:35 | Rozpoczęcie tankowania zbiorników utleniacza (ciekłego tlenu) do Boostera    | Sukces                                  | Sukces                                                                                       |
| −00:19:40 | Chłodzenie silników w Shipie i Boosterze                                     | Sukces                                  | Sukces                                                                                       |
| −00:03:20 | Zakończenie tankowania zbiorników Shipa                                      | Sukces                                  | Sukces                                                                                       |
| −00:02:50 | Zakończenie tankowania zbiorników Boostera                                   | Sukces                                  | Sukces                                                                                       |
| −00:00:30 | Dyrektor lotu weryfikuje gotowość do startu                                  | Porażka Brak zgody na start, przełożono | Zgoda na start                                                                               |
| −00:00:10 | Uruchomienie deflektora płomieni                                             | -                                       | Sukces                                                                                       |
| −00:00:03 | Zapłon silników Boostera                                                     | -                                       | Sukces                                                                                       |
| +00:00:02 | Odlot                                                                        | -                                       | Sukces                                                                                       |
| +00:01:02 | Max Q (punkt maksymalnego ciśnienia aerodynamicznego)                        | -                                       | Sukces                                                                                       |
| +00:02:32 | Wyłączenie silników pierwszego stopnia (MECO)                                | -                                       | Sukces                                                                                       |
| +00:02:40 | Zapłon silników Shipa i separacja stopni                                     | -                                       | Sukces                                                                                       |
| +00:02:45 | Uruchomienie silników Boostera i rozpoczęcie manewru boostback               | -                                       | Częściowa porażka 8 z 10 silników odpalone                                                   |
| +00:04:06 | Koniec manewru boostback, wyłączenie silników Boostera                       | -                                       | Sukces                                                                                       |
| +00:04:08 | Odrzucenie pierścienia separacyjnego                                         | -                                       | Sukces                                                                                       |
| +00:06:34 | Zapłon silników Boostera w celu wytracenia prędkości                         | -                                       | Częściowa porażka 12 z 13 silników odpalone                                                  |
| +00:07:02 | Złapanie Boostera i wyłączenie wszystkich silników Boostera                  | -                                       | Sukces                                                                                       |
| +00:08:44 | Wyłączenie silników Shipa (SECO)                                             | -                                       | Porażka Silniki zaczęły zawodzić w T+08:04 i statek zaczął się obracać; zniszczono w T+09:35 |
| +00:17:24 | Demonstracja wypuszczenia symulatorów Starlink                               | -                                       | -                                                                                            |
| +00:37:28 | Demonstracja odpalenia Raptora w próżni                                      | -                                       | -                                                                                            |
| +00:47:22 | Wejście Shipa w atmosferę                                                    | -                                       | -                                                                                            |
| +01:03:05 | Ship osiąga prędkość dźwięku                                                 | -                                       | -                                                                                            |
| +01:04:20 | Ship osiąga prędkość poddźwiękową                                            | -                                       | -                                                                                            |
| +01:06:04 | Obrót klap Shipa w celu jego pionizacji                                      | -                                       | -                                                                                            |
| +01:06:06 | Zapłon silników Shipa w celu wytracenia prędkości                            | -                                       | -                                                                                            |
| +01:06:26 | Wodowanie Shipa na wodach Oceanu Indyjskiego                                 | -                                       | -                                                                                            |

### 3 marca 2025 r., próba
3 marca 2025 roku Starship i Super Heavy rozpoczęły tankowanie paliwa, a SpaceX zaplanowało start na godzinę 23:45 UTC (5:45 17:00 CST). Jednak po zatankowaniu paliwa w obu pojazdach wystąpiły nieujawnione problemy, a odliczanie utrzymywało się na poziomie T−40 sekund. SpaceX udało się rozwiązać problem i wznowić odliczanie, lecz komputery pokładowe wykryły kolejne problemy i automatycznie zresetowały odliczanie do T−40 sekund. Po kolejnych próbach rozwiązania problemu kontrolerzy lotu anulowali (przerwali) próbę startu.

### Początek
Po odwołaniu próby startu 3 marca, Starship i Super Heavy wystartowały z bazy Starbase 6 marca, a booster nominalnie zakończył start. Starship kontynuował wznoszenie po oddzieleniu się stopnia od boostera, a Super Heavy zakończył start z powrotem z dwoma silnikami mniej niż planowano. Mimo to SpaceX wydało zgodę na przechwycenie boostera, zaś booster został pomyślnie przechwycony przez ramiona pałeczek na platformie startowej po lądowaniu z 12 z 13 centralnych silników. Niepowodzenie ponownego uruchomienia dwóch silników Raptor było powiązane z problemami z zapłonem spowodowanymi niekorzystnymi warunkami termicznymi.
Starship kontynuował spalanie podczas wznoszenia, ale 4 silniki (1 RVac, 3 Raptory na poziomie morza) zaczęły się wyłączać o T+8:04, około 30 sekund przed planowanym SECO. Starship stracił kontrolę nad położeniem, a kontrola misji SpaceX potwierdziła w trakcie lotu, że utracili kontakt ze statkiem. Zaobserwowano, że statek rozpadł się i ponownie wszedł w atmosferę nad Florydą i Bahamami kilka minut po utracie kontaktu. Najbardziej prawdopodobną przyczyną wypadku była awaria części silnika Raptor na poziomie morza, która spowodowała zmieszanie się paliwa i zapłon, co doprowadziło do pożaru w komorze silnika. Ta awaria różniła się od tej, która przedwcześnie zakończyła lot 7. W następstwie tej anomalii uważa się, że autonomiczny system bezpieczeństwa lotu na pokładzie statku podjął środki w celu zapewnienia, że żadne z jego szczątków nie opuści ustalonego korytarza bezpieczeństwa.

### Następstwa
Podobnie jak miało to miejsce po locie nr 7, FAA ponownie nakazała firmie SpaceX przeprowadzenie dochodzenia w sprawie nieszczęśliwego wypadku związanego z rozpadem statku.
2 czerwca FAA ogłosiła zamknięcie dochodzenia w sprawie wypadku lotniczego lotu 8. W raporcie podkreślono 8 działań naprawczych mających na celu zapobiegnięcie ponownemu wystąpieniu tych problemów, a FAA potwierdziła, że działania te zostały wdrożone przed lotem 9.